# (906) Репсольда
906 Репсольда (906 Repsolda) — астероид главного астероидного пояса. Открыт 30 октября 1918 года немецким астрономом Фридрихом Швассманом в Гамбургской обсерватории. Астероид назван в честь производителя оптико-механических устройств и основателя Гамбургской обсерватории Иоганна Георга Репсольда.
Репсольда не пересекает орбиту Земли, и делает полный оборот вокруг Солнца за 4,93 Юлианских лет.